# Phil Charig
Phil Charig (* 31. August 1902 in New York City; † 21. Juli 1960 ebenda) war ein US-amerikanischer Komponist und Liedtexter, der bei der Oscarverleihung 1939 für den Oscar für den besten Song nominiert war.

## Leben
Nach dem Besuch der Commerce High School begann er kurz darauf als Komponist und Liedtexter für Broadway-Theaterproduktionen und Revuen wie „Allez-Oop“, „Americana“ (1926) und „Shoot the Works“ zu arbeiten. Zu seinen seit Mitte der 1920er Jahre bekannten Broadway-Melodien gehörten Songs wie „Let Yourself Go“, „Where Are You?“„Yes, Yes, Yvette“, „Just Fancy“, „Follow the Girls“, „For Days and Days“, „Six O'Clock“, „Happy Melody“, „One-Two-Three“, „Sunny Disposish“, „Sweet So-and-So“, „Fancy Our Meeting“, „The One I'm Looking For“, „It's Not You“, „Take It or Leave It“, „There's Almost Tomorrow“, „I Wanna Get Married“ und „Twelve O'Clock and All Is Well“.
Daneben schrieb Charig, der 1927 Mitglied der American Society of Composers, Authors and Publishers (ASCAP) wurde und mit Persönlichkeiten wie Ira Gershwin, Dan Shapiro, Irving Caesar und Milton Pascal zusammenarbeitete, auch Lieder für die Londoner Musikproduktionen „That's a Good Girl“ und „Stand Up and Sing“.
Außerdem komponierte er Lieder für einige wenige Filme und wurde 1939 zusammen mit Arthur Quenzer für das Titellied Merrily We Live zum Film Wie leben wir doch glücklich! (1938) für den Oscar in der Kategorie Bester Song nominiert. Daneben schuf er Musik für den Laurel-und-Hardy-Film Als Salontiroler (1938) und die 1948 begonnene Fernsehserie des Unterhaltungskünstlers und Komikers Milton Berle.